# Tre Martelli
Il gruppo musicale Tre Martelli, emanazione dell'associazione culturale
Trata Birata, dal 1977 è impegnato nella riproposta della musica della tradizione popolare piemontese.

## Storia del gruppo
La storia dei Tre Martelli ebbe inizio ad Alessandria (Italia) nella primavera del 1977, quando tre elementi - Lorenzo Boioli, Renzo Ceroni ed Enzo Conti (Enzo Conti)  - del gruppo rock-jazz Angostura decisero di sperimentare nuove sonorità acustiche miscelando suggestioni etniche con la musica medioevale e rinascimentale.
A tal scopo, oltre alla strumentazione degli Angostura, il trio prese ad utilizzare strumenti acustici creando le basi per quello che sarà il “suono” futuro del gruppo.
I primi mesi di prove si concretizzarono in un breve spettacolo allorquando fu loro chiesto di sonorizzare un racconto, destinato agli alunni delle scuole alessandrine, intitolato “La leggenda dei tre martelli”. Insieme a quel concerto nacque dunque anche il nome del gruppo.
Per una di quelle strane coincidenze che alcuni amano definire destino, il “progetto” Tre Martelli divenne una realtà stabile qualche settimana dopo, quando gli Angostura subirono il furto di tutti gli strumenti e dell'impianto d'amplificazione; il che decretò la fine dell'esperienza del gruppo rock-jazz e l'inizio della lunga avventura del gruppo di musica etnica, trasformatosi nel frattempo in un sestetto.
Ben presto i Tre Martelli presero a stilare il proprio repertorio basandosi prevalentemente sulla ricerca etnomusicologica intrapresa in Piemonte dall'Associazione Culturale Trata Birata sotto la cui egida il gruppo cominciò da allora ad operare.
Nel 1978 il gruppo incise il primo lavoro: un demo-tape intitolato Danza di Luglio ed iniziò una lunga stagione di concerti in Piemonte e dintorni, ma fu solo dopo l'incisione del primo lavoro ufficiale Trata Birata del 1982, ottimamente recensito in Italia e in Gran Bretagna, che i Tre Martelli valicarono le Alpi iniziando una serie di tournée che li portò a suonare nei folk-club, teatri, piazze e folk-festival di gran parte d'Europa.
Con qualche progressivo aggiustamento della formazione incisero nel frattempo altri cinque album: Giacu Trus, La Tempesta, Bruzè Carvè, Omi e Paiz e Car der Steili.
Passati indenni attraverso le varie tendenze e ”mode” del folk-revival italiano ed europeo i Tre Martelli vollero festeggiare i primi venticinque anni d'attività incidendo il CD antologico Semper Viv (2002)(Felmay).
Questo lavoro fu inteso soprattutto come un omaggio a tutte le persone che con le loro testimonianze resero possibili la conoscenza e la documentazione della musica piemontese di tradizione orale e di quella “memoria collettiva” un tempo ben più ricca ed articolata che, però, ancor oggi forma il substrato (talvolta inconscio) su cui poggia gran parte della nostra cultura.
Nel 2003 il gruppo rinnova ancora parzialmente la formazione e nel 2005 incide Tra Cel e Tèra, (Tra Cel e Tèra) in continuità con le scelte del gruppo di mantenere sempre un suono assolutamente acustico, usando comunemente solo strumenti filologicamente corretti ed uno stile esecutivo che, pur arricchitosi d'energia e filtrato da arrangiamenti creativi, resta profondamente e tenacemente radicato nell'humus della cultura popolare piemontese.

Nel 2010 è stato assegnato ai Tre Martelli il Premio Regionale per la Cultura e le Tradizioni del Piemonte denominato "Pavone d'Oro".

Nel 2012 è stato pubblicato l'album "Cantè 'r paròli" (omaggio a Giovanni Rapetti) Cantè 'r paròli.
Nel 2014 è uscito il loro undicesimo album, intitolato "Ansema", e realizzato in collaborazione con il jazzista Gianni Coscia. Ansema

A suggellare i 40 anni di attività nel 2017 esce il loro dodicesimo album "40 gir 1977-2017" Felmay

Nel 2019 i Tre Martelli stati insigniti del Premio Nazionale Città di Loano per la Musica Tradizionale Italiana 2019 "alla carriera", questa la motivazione dei giurati:
"Il gruppo Tre Martelli, festeggiati i quarant'anni di attività continua a portare in giro la musica tradizionale piemontese con coerenza e stile, senza chiudersi nel passato, ma passando il testimone alle nuove generazioni: una festa mobile, fluida, che nel raccontare un Piemonte che non c'è più sa ancora parlare all'Italia di oggi."

Nel 2021 esce il loro tredicesimo album: “Concerto di Natale”, concepito per ricreare l’atmosfera del periodo della Natività in Piemonte; un ciclo di giorni e di notti (dalla vigilia di Natale all’Epifania) in cui magia e religiosità ancor oggi si intersecano e si fondono.

Il gruppo attualmente ha all'attivo un migliaio di concerti in tutta Europa, tredici album ufficiali, compare inoltre in una ventina di compilation di musica etnica (vedi discografia), ha partecipato in diretta a trasmissioni televisive e radiofoniche per la RAI, la BBC ed emittenti nazionali tedesche, francesi, spagnole, svizzere, belghe.

In seguito alla scomparsa di Betti Zambruno, che è stata la cantante della band dal 2010 al 2022, i Tre Martelli, insieme all'Associazione Culturale Trata Birata, hanno creato il Premio Betti Zambruno dedicato alla sua memoria e attualmente assegnato nell'ambito del Festival Sguardi di Alessandria.

## Formazione attuale
- Enzo Conti: fisarmonica diatonica
- Paolo Dall'Ara: cornamusa, flauti dolci, strumenti a percussione
- Matteo Dorigo: ghironda
- Elisabetta Gagliardi: voce
- Francesco Giusta: ghironda
- Vincenzo "Chacho" Marchelli: voce
- Andrea Peasso: contrabbasso, chitarra, voce
- Andrea Sibilio: violino, viola, mandolino, voce

## Discografia
- 1978 Danza di luglio - autoproduzione, demotape
- 1982 Trata Birata - autoproduzione, CL001
- 1985 Giacu Trus - Pentagramma, LPPG 218
- 1987 La Tempesta - autoproduzione, TM 003
- 1991 Brüze Carvè - autoproduzione, TM 005
- 1995 Omi e Paiz - Robi Droli, rdc 5024
- 2000 Car der Steili - Felmay, 8023
- 2002 Semper Viv (antologia) - Felmay, 8048
- 2005 Tra Cel e Tèra - Felmay, 8097
- 2012 Cantè 'r paròli - omaggio a Giovanni Rapetti - Felmay, 8193
- 2014 Tre Martelli & Gianni Coscia - Ansema - Felmay, 8219
- 2017 40 gir 1977-2017 - Felmay, 8247
- 2021 Concerto di Natale - Felmay, 8279

## Compilation
- 1989 Folkautore - Madau dischi
- 1995 Roots Music Atlas - Robi Droli
- 1996 Gente del Piemonte - De Agostini
- 1997 Roots Music Atlas – Italia 2 - Robi Droli
- 1997 Musica popolare in Piemonte (1957-1997) - Regione Piemonte
- 1998 Tradizione popolare e linguaggio colto nell'Ottocento e Novecento piemontese - Ass. Cult. Trata Birata
- 2001 Isolafolk-Decennale - Isolafolk
- 2002 Feestival Gooik 1996-2001	- DKdisc
- 2002 Capodanno celtico “Samonios” in musica - Divo 00006
- 2002 Omaggio al Piemonte vol.2 - Regione Piemonte
- 2002 Tribù Italiche “Piemonte” - WorldMusic 028
- 2003 Italie:instruments de la musique populaire - Buda Records
- 2003 Tradicionarius 2003 XVI ediciò Discmedi - Barcelona
- 2004 Piemonte. Antologia della musica antica e moderna - Dejavu Retro
- 2004 Italia 3 – Atlante di musica tradizionale - Dunya records
- 2005 Piemonte World - The stars look very different today - Regione Piemonte
- 2005 Gong – Tradizioni in movimento - Gong

## Cronistoria concerti principali
Canté ieuv – Brà (CN) - Italia - 1985
 Broadstairs Folk Week – Gran Bretagna – 1986
 Pontardawe International Folk Festival – Gran Bretagna – 1986
 Biella Estate Folk - Italia – 1986
 12° Canté Magg – Bergolo (CN) - Italia – 1987
 Cantavalli '88 (TO) - Italia – 1988
 Pontardawe International Music Festival – Gran Bretagna – 1989
 Towersey Village Festival – Gran Bretagna – 1989
 Folk Music World – Londra, Gran Bretagna – 1989
 Laboratorium – Stoccarda, Germania – 1991
 Cantavalli '91 (TO)- Italia – 1991
 Tre giorni di musica popolare – Svizzera – 1992
 Pontardawe Music Festival – Gran Bretagna – 1992
 Towersey Village Festival – Gran Bretagna – 1992
 Cornwall Folk Festival – Gran Bretagna – 1992
 European Celebration – Lincoln, Gran Bretagna – 1992
 Folkarea – Alessandria - Italia – 1992
 Itinerari Folk Estate – Trento - Italia – 1993
 Folk Arts Festival – Sidmouth, Gran Bretagna – 1993
 Harlekinade Folk Festival – Ludwigshafen, Germania – 1994
 Isola Folk – Suisio (BG) - Italia – 1994
 Musik Alpes – Faverges, Francia – 1994
 Festival de la Vieille Ville – Annecy, Francia – 1994
 5° Rencontres Méditérranéennes – Francia – 1995
 Estivalpes 95 – Francia – 1995
 Rencontres internationales de luthiers et maîtres sonneurs de Saint-Chartier – Francia – 1995
 Cantavalli '95 (TO)- Italia – 1995
 Musique et dances du mond – Romans, Francia – 1995
 Festival Burgruine – Leofels, Germania – 1995
 Cornwall Folk Festival – Gran Bretagna – 1996
 Towersey Village Festival – Gran Bretagna – 1996
 Folkermesse - Italia – 1996
 Fleadh – Milano - Italia – 1996
 Les temps chauds – Francia – 1996
 Mercé 96 – Barcellona, Spagna – 1996
 Folknuit, 1º Salone della Musica – Torino - Italia – 1996
 Dranouter Folk Festival '97 – Belgio – 1997
 Les Alpes en Musique – Valle d'Aosta - Italia – 1997
 Musik Alpes – Faverges, Francia – 1997
 IX Mostra nacional de musica popular – Valls, Spagna – 1997
 Folkermesse - Italie – 1997
 Feestival Gooik - Belgio – 1998
 Folkermesse – Italia – 1998
 L'isola in collina – Ricaldone (AL)- Italia – 1999
 E ben vena Magg – Alessandria - Italia – 2000
 Folkest – Friuli - Italia – 2000
 18ª festa della ghironda – Pragelato (TO)- Italia – 2000
 Tacabanda - Bobbio Pellice (TO)- Italia - 2001
 Jazz e altrove - Alessandria - Italia – 2001
 Andar per Musica - Italia – 2001
 Musiques du mond – Opèra national de Lyon, Francia – 2001
 Feestival Gooik, Belgio – 2002
 Tradicionàrius, Festival folk internacional – Barcellona, Spagna – 2003
 Concertone, Suoni e balli sotto le stelle – Roccagrimalda (AL) - Italia – 2003
 Folkermesse –Italia – 2004
 Mediterrània – Manresa, Catalogna – 2004
 Folkermesse - Italia – 2005
 Towersey Village Festival – Gran Bretagna – 2005
 Bridgnorth Folk Festival – Gran Bretagna – 2005
 Cantè Bergera – Asti - Italia – 2005
 Corsi d'Acqua e Percorsi – Alessandria - Italia – 2006
 Concerto dei 30 anni – Alessandria - Italia – 2007
 Musica all'Inverso - Val Chisone (TO) - Italia - 2007
Appennino Folk Festival – Bobbio (PC) - Italia - 2008
Piemonte in Musica - Italia - 2008
 27° Cantamaggio – Morro d'Alba (AN) - Italia - 2009

13° EtéTrad Festival – Fénis (AO) - Italia - 2009

Teatro Araldo - Torino - Italia - 2010

Masca in Langa - Monastero Bormida (AT) - Italia - 2010

Teatro del Castello di Rivoli (TO) - Italia - 2011

Folkermesse - Italia – 2012
 EtéTrad 2013 – Avise (AO) - Italia - 2013
 Festival LE CANTE - Montecreto (MO) - Italia - 2014
	
La stanza della musica - RAI Radio 3 - 2014

FolkClub (Torino) - Italia - 2015
 Reis - Roero Folk Festival - Italia - 2015 
 EtéTrad 2015 - Italia - 2015
 Festival Trama - Catalogna (Spagna) - 2016

Vignale Monferrato Festival – Vignale M. (AL) - 2017

XXXV festa della Ghironda –  Pragelato (TO) - 2017

5° FESTinVAL – Tremonti di Sotto (PN) - 2017

33° Folkermesse – Casale M. (AL) - 2017

Tre Martelli & amis - festa/concerto dei 40 anni - Teatro Ambra - Alessandria - 2017

Concerto di Natale - Teatro Comunale di Alessandria - 2018 

Rassegna "L'altra Musica" - Conservatorio "Antonio Vivaldi" di Alessandria - 2019

Undarius - Festival de cultura popular i tradicional de Girona - Catalogna (Spagna) - 2019

Concerto al conferimento del Premio Nazionale Città di Loano per la Musica Tradizionale Italiana - Loano (SV) - 2019

Lu Cianto Viol - Sampeyre (CN) - 2019  

Festival "Le vie dei Canti" - Casella (GE) - 2019 

Tre Martelli & Gianni Coscia – Concerto di Natale - Teatro Ambra - Alessandria 2019 

Rassegna "Non è mai poco quello che è abbastanza" - Novi Ligure 2020

26ª edizione de: “L'Isola in Collina” – Ricaldone (AL) – con Gianni Coscia – 2021 

Festival di Musica e Canto popolare “Le Cante” - Montecreto (MO) - 2021

Etètrad 2021 – Teatro Romano di Aosta (AO) - 2021

Concerto di Natale - Teatro Ambra di Alessandria 2021 

La stanza della musica - RAI Radio 3 - 2021
 Aperto per Cultura – Alessandria - 2022 

Festa/Concerto dei 45 anni – Teatro Ambra di Alessandria - 2022 
 Biberach Folk Festival – Germania - 2023 

Festival Sguardi 2024 – Alessandria - 2024 

Festival "Tre giorni di musica popolare" - Acquarossa (Svizzera) - 2024 

Festival Sguardi 2025 – Alessandria - 2025 

Festival "In cammino con la musica" - Bardi (PR) 2025